# Contea di Pocahontas (Iowa)
La contea di Pocahontas (in inglese Pocahontas County) è una contea dello Stato dell'Iowa, negli Stati Uniti. La popolazione al censimento del 2000 era di 8 662 abitanti. Il capoluogo di contea è Pocahontas.